# Ribari (gmina Brus)
Ribari (cyr. Рибари) – wieś w Serbii, w okręgu rasińskim, w gminie Brus. W 2011 roku liczyła 308 mieszkańców.